# Șurina
Șurina – wieś w Rumunii, w okręgu Bacău, w gminie Gârleni. W 2011 roku liczyła 227 mieszkańców.